# Edgardo Franco
Edgardo Franco, pseud. El General (ur. 27 września 1969 w Panamie) – panamski wokalista reggae (reggae en Español), aktor, producent muzyczny i filmowy.
Uczęszczał do Erasmus Hall High School (Akademii Sztuki i Muzyki Erasmus Hall) w Brooklynie. W wieku 19 lat postanowił rozpocząć karierę wokalną. Przez 17 lat jego albumom 32 razy przyznano certyfikat złotej płyty, a 17 razy platynowej płyty, zdobyły też kilka innych nagród. W 2007 roku został Świadkiem Jehowy.